# Islam Mansouri
Islam Mansouri (Arabisch: إسلام منصوري) (23 juli 1997) is een Algerijns wielrenner.

## Carrière
In 2014 werd Mansouri tweede op het nationale kampioenschap tijdrijden voor junioren, waar Salim Keddah tien seconden sneller was. Een dag later won hij wel de wegwedstrijd, door solo als eerste over de finish te komen. In oktober van dat jaar won hij ook het Arabische kampioenschap tijdrijden voor junioren. In 2015 werd hij, achter Gregory De Vink, tweede in de juniorentijdrit op het Afrikaanse kampioenschap. Twee dagen later werd hij ook tweede in de wegwedstrijd, ditmaal achter El Mehdi Chokri.
In 2017 won Mansouri, na een dag eerder elfde te zijn geworden, de tweede etappe in de Ronde van Senegal. Na de zevende etappe, waarin hij zevende werd, nam hij de leiding in het klassement over van Mohamed Bouzidi. In de laatste etappe kwam zijn leiderstrui niet in gevaar, waardoor hij zowel het eind- als het jongerenklassement op zijn naam schreef. Twee weken later won hij de laatste etappe in de Ronde van Tunesië. In juli won hij het nationale kampioenschap tijdrijden voor beloften, voor Abderrahmane Mansouri en Abderrahmane Bechlagheme.

## Overwinningen
2014
 Algerijns kampioen op de weg, Junioren
 Arabisch kampioen tijdrijden, Junioren
2017
2e etappe Ronde van Senegal
Eind- en jongerenklassement Ronde van Senegal
5e etappe Ronde van Tunesië
 Algerijns kampioen tijdrijden, Beloften
2018
8e etappe Ronde van Senegal
2019
Jongerenklassement Ronde van Egypte
2022
 Algerijns kampioen op de weg, Elite
1e etappe GP Chantal Biya
Grand Prix d'Ongola
2024
3e etappe GP Chantal Biya
2025
6e etappe Ronde van Kameroen
Eindklassement Ronde van Kameroen

## Ploegen
- 2017 –  Vélo Club Sovac
- 2018 –  Sovac-Natura4Ever
- 2019 –  Sovac
- 2024 –  Madar Pro Cycling Team
- 2025 –  Madar Pro Cycling Team

A. Amari · H. Amari · Belabessi · Bouzidi · Kadri · I. Mansouri · O. Mansouri · Mokhtari
Belmokhtar · Bille · Bouzidi · Deguide · Deriaux · Évrard · Geuens · Hamza · Karrar · Legley · H. Mansouri · I. Mansouri · Mokhtari · Rebellin · Reguigui · Stenuit · Zamparella